# 1207 Ostenia
1207 Ostenia este o planetă minoră (asteroid), cu un diametru de 21,925 km, din centura de asteroizi. A fost descoperită pe 15 noiembrie 1931 la Observatorul Königstuhl de Karl Wilhelm Reinmuth și a fost numită după Hans Osten⁠(d). 
Obiectul prezintă o orbită caracterizată de o semiaxă mare de 3,0263346 UAi, o excentricitate de 0,085615, o înclinație de 10,34956 ° în raport cu ecliptica.